# Pic Roi (Lladorre)
El Pic Roi és una muntanya de 2.439 metres que es troba entre els municipis de Lladorre, a la comarca del Pallars Sobirà i l'Arieja a França.